# ジュリー・アダムス
ジュリー・アダムス（Julie Adams,  1926年10月17日 - 2019年2月3日）は、アメリカ合衆国出身の女優。60年以上のキャリアを誇り、主にテレビ女優として名を馳せた。2011年に一線を退き、各地で功労賞を受賞している。

## 来歴
1926年、アイオワ州ウォータールーに生まれ、アーカンソー州で育った。小学3年生の頃に『ヘンゼルとグレーテル』の舞台などへ出演した経験もあり、女優になる決意をしてカリフォルニア州へ移った。秘書の仕事をしつつ、演劇のレッスンとオーディションを受け続け、1949年に『Red, Hot and Blue』で映画デビュー。初期の頃は本名でもある「ベティ・アダムス」の名を使用していたが、後に「ジュリア・アダムス」を経て、現在の芸名でもある「ジュリー・アダムス」へ改名した。
1950年代に入ると、仕事がコンスタントに入るようになり、ハリウッド女優の仲間入りを果たした。特にその名が知られるようになったのは1954年に出演したユニバーサル製作のモンスター映画『大アマゾンの半魚人』のヒロイン役で、同作品は現在でもクラシック・ホラーとしてファンの間でカルトな人気を誇っている。それ以降もテレビドラマや映画など様々な作品にクレジットされており、2000年代以降もニコラス・ケイジ主演のドラマ映画『ワールド・トレード・センター』やロマン・ポランスキー監督の『おとなのけんか』、テレビドラマシリーズ『LOST』や『CSI:ニューヨーク』などへ出演した。

### 私生活

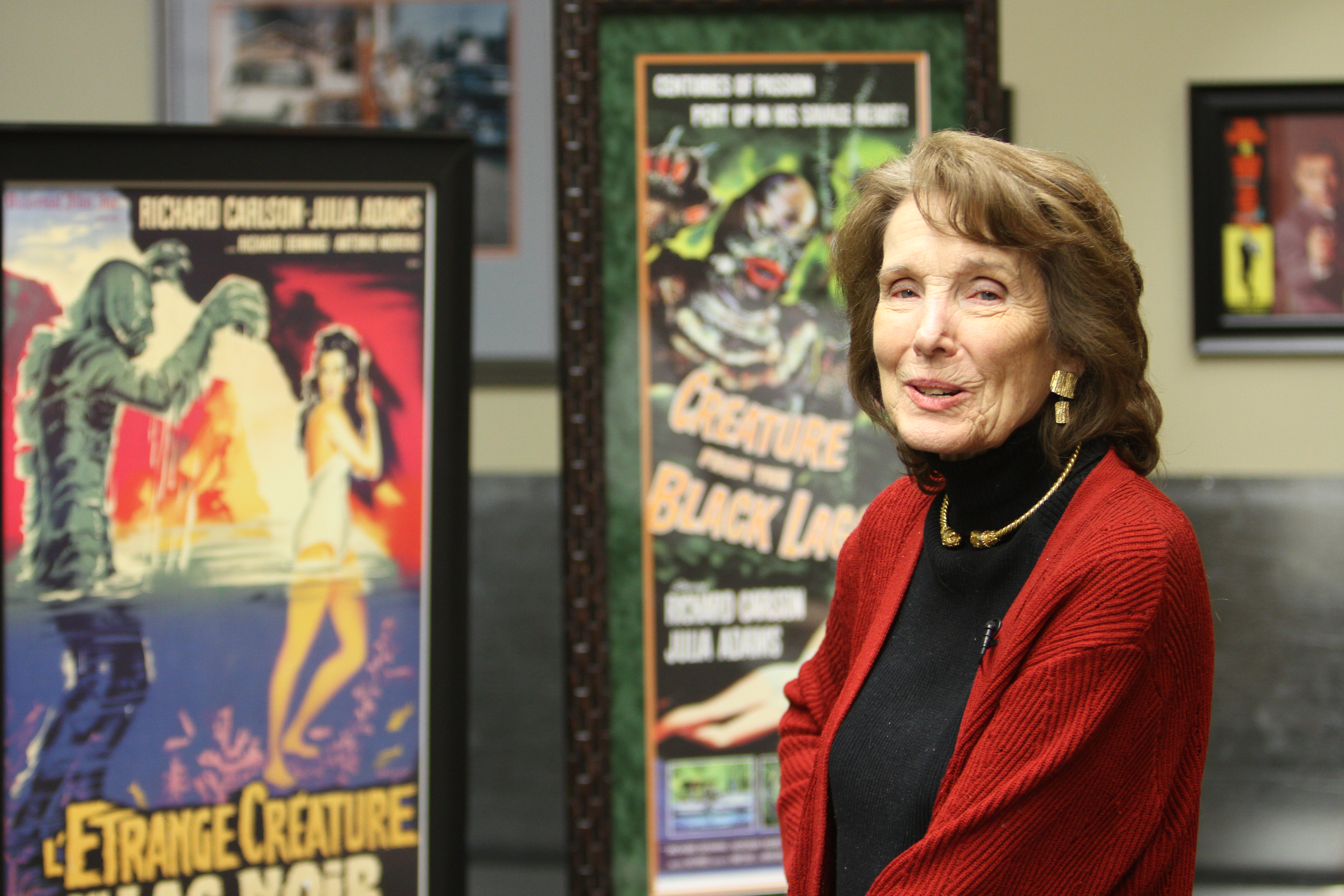
引退時期のジュリー (2011年6月)

1951年に脚本家のLeonard Sternと結婚しているが、2年後の1953年に離婚。1954年に俳優のレイ・ダントンと再婚した。2人の間には2人の子供が生まれたが、1981年に再び離婚した。

## 出演作品

### 映画
- Red, Hot and Blue (1949)
- The Dalton Gang (1949)
- Hostile Country (1950)
- Marshal of Heldorado (1950)
- Crooked River (1950)
- Colorado Ranger (1950)
- West of the Brazos (1950)
- Fast on the Draw (1950)
- For Heaven's Sake (1950)
- Hollywood Story (1951)
- Bright Victory (1951)
- Finders Keepers (1952)
- 怒りの河 Bend of the River (1952)
- The Treasure of Lost Canyon (1952)
- 征服されざる西部 Horizons West (1952)
- 決斗!一対三 The Lawless Breed (1953)
- ミシシッピーの賭博師 The Mississippi Gambler (1953)
- 平原の待伏せ The Man from the Alamo (1953)
- The Stand at Apache River (1953)
- 大アマゾンの半魚人 Creature from the Black Lagoon (1954)
- Francis Joins the WACS (1954)
- 六つの橋を渡る男 Six Bridges to Cross (1955)
- The Looters (1955)
- ベンソン少佐の個人的な戦争 The Private War of Major Benson (1955)
- 全艦発進せよ Away All Boats (1956)
- Four Girls in Town (1957)
- Slaughter on Tenth Avenue (1957)
- Slim Carter (1957)
- タラワ肉弾特攻隊 Tarawa Beachhead (1958)
- ダッジ・シティ The Gunfight at Dodge City (1959)
- Raymie (1960)
- The Underwater City (1962)
- いかすぜ!この恋 Tickle Me (1965)
- 大魔境突破 Valley of Mystery (1967) ※テレビ映画
- ラストムービー The Last Movie (1971)
- 追跡者 The Trackers (1971)
- Go Ask Alice (1973) ※テレビ映画
- マックQ McQ (1974)
- 花嫁の家族 The Wild McCullochs (1975)
- 謎の完全殺人 Psychic Killer (1975)
- 内なる殺人者 The Killer Inside Me (1976)
- Six Characters in Search of an Author (1976)
- Goodbye, Franklin High (1978)
- The Fifth Floor (1978)
- チャンピオンズ Champions (1984)
- ブラックローズ Black Roses (1988)
- ハートに火をつけて Catchfire (1990)
- The Conviction of Kitty Dodds (1993) ※テレビ映画
- ワールド・トレード・センター World Trade Center (2006)
- おとなのけんか Carnage (2011) ※電話の声のみの出演
- シェイプ・オブ・ウォーターThe Shape of Water (2017)

### テレビドラマ
- Your Show Time (1949)
- The Colgate Comedy Hour (1955)
- Lux Video Theatre (1955, 1957)
- スタジオ・ワン Studio One (1956)
- Climax! (1957)
- Playhouse 90 (1958)
- Zane Grey Theater (1958)
- Letter to Loretta (1958)
- ヒッチコック劇場 Alfred Hitchcock Presents (1958, 1959, 1961)
- Steve Canyon (1959)
- The Man and the Challenge (1959)
- サンセット77 77 Sunset Strip (1959, 1960, 1961, 1964)
- アラスカンズ The Alaskans (1959)
- マーベリック Maverick (1959, 1960)
- シャイアン Cheyenne (1960)
- ライフルマン The Rifleman (1960)
- 私立探偵マイケル・シェーン Michael Shayne (1960)
- ハワイアン・アイ Hawaiian Eye (1960, 1961)
- チェックメイト Checkmate (1960, 1962)
- ボナンザ Bonanza (1961)
- サーフサイド6 Surfside 6 (1961)
- King of Diamonds (1962)
- ドクター・キルディア Dr. Kildare (1962)
- ギャラント・メン The Gallant Men (1963)
- ジェネラル・ホスピタル General Hospital (1963)
- Arrest and Trial (1963)
- ペリー・メイスン Perry Mason (1963, 1964, 1965)
- 12 O'Clock High (1965)
- バークにまかせろ Burke's Law (1965)
- 長く熱い夜 The Long, Hot Summer (1965)
- バージニアン The Virginian (1966)
- バークレー牧場 The Big Valley (1966, 1968)
- マニックス Mannix (1967, 1973)
- 0022アンクルの女 The Girl from U.N.C.L.E. (1967)
- 鬼警部アイアンサイド Ironside (1968)
- モッズ特捜隊 The Mod Squad (1968, 1973)
- The Outsider (1968)
- ドクター・ウェルビー Marcus Welby, M.D. (1969, 1975)
- FBIアメリカ連邦警察 The F.B.I. (1969)
- 警部ダン・オーガスト Dan August (1970)
- ボールド・ワンズ The Bold Ones: The New Doctors (1970, 1971)
- 若き弁護士たち The Young Lawyers (1971)
- 四次元への招待 Night Gallery (1972)
- 探偵キャノン Cannon (1972, 1975)
- がんばれ! 名犬ジョー Run, Joe, Run (1974)
- 事件記者コルチャック Kolchak: The Night Stalker (1975)
- カリブ Caribe (1975)
- サンフランシスコ捜査線 The Streets of San Francisco (1975)
- エラリー・クイーン Ellery Queen (1975)
- 外科医ギャノン Medical Center (1976)
- 署長マクミラン McMillan & Wife (1977)
- Dr.刑事クインシー Quincy M.E. (1977, 1980, 1982)
- 女刑事ペパー Police Woman (1978)
- 超人ハルク The Incredible Hulk (1978)
- 新・天地創造 Greatest Heroes of the Bible (1978)
- Dr.トラッパー サンフランシスコ病院物語 Trapper John, M.D. (1980)
- ベガス Vega$ (1981)
- コード・レッド Code Red (1981, 1982)
- 女刑事キャグニー&レイシー Cagney & Lacey (1982)
- Capitol (1984)
- トラブル・バケーション/熱い追跡 Hot Pursuit (1984)
- ジェシカおばさんの事件簿 Murder, She Wrote (1987 - 1993)
- ビバリーヒルズ高校白書 Beverly Hills, 90210 (1993)
- Dr.マーク・スローン Diagnosis Murder (1997)
- メルローズ・プレイス Melrose Place (1999)
- スライダーズ Sliders (1999)
- Family Law (2000)
- LOST Lost (2006)
- コールドケース 迷宮事件簿 Cold Case (2006)
- CSI:ニューヨーク CSI: NY (2007)
- LOST: Missing Pieces Lost: Missing Pieces (2008)

## 参照
1. 1 2 3 4  “Julie Adams Biography”. 2014年8月4日閲覧。